# 루이스 나데오

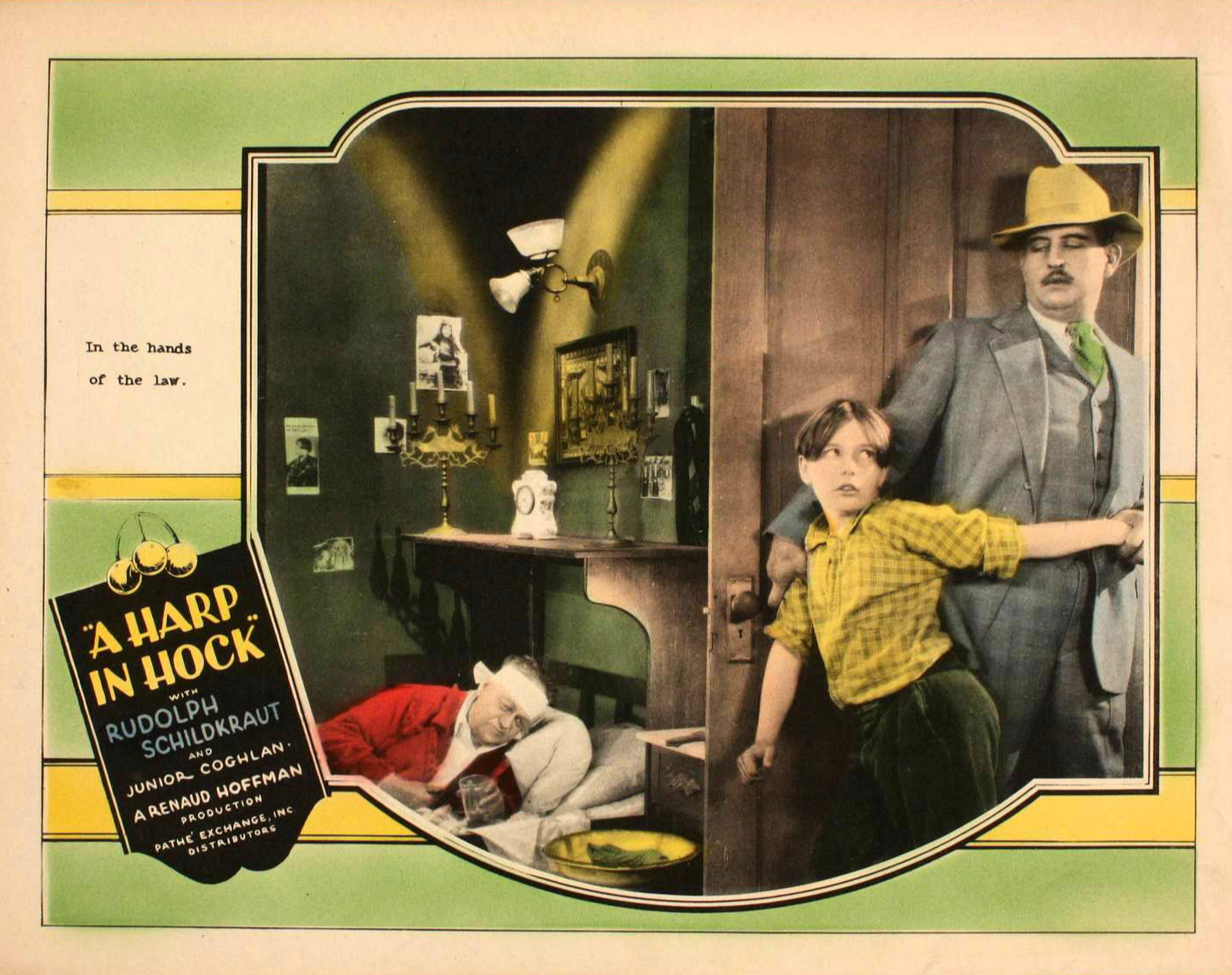

루이스 나데오(Louis Natheaux, 1894년 12월 10일 ~ 1942년 8월 23일)는 미국의 배우이다. 또한 루이스 나데오는 파인블러프에서 태어났으며, 로스앤젤레스에서 사망하였다.

## 영화
- 싱 유어 워리스 어웨이 (1942년)
- 마이 페이버릿 브론드 (1942년)
- 블루스 인 더 나잇 (1941년)
- 인간 에디슨 (1940년)
- 비터 스윗 (1940년)
- 이츠 어 데이트 (1940년)
- 댓츠 라이트 - 유어 롱 (1939년)
- 찰리 찬 앳 더 올림픽 (1937년)
- 쓰루브레드 돈 크라이 (1937년)
- 온 더 에비뉴 (1937년)
- 키드 갈라드 (1937년)
- 내일을 위한 길 (1937년)
- 용커 다이아몬드 (1936년)
- 1937년의 황금광들 (1936년)
- 평원의 사나이 (1936년)
- 모던 타임즈 (1936년)
- 체인드 (1934년)
- 밤쉘 (1933년)
- 나이트 플라이트 (1933년)
- 래스퓨틴 앤 더 엠프리스 (1932년)
- 비하인드 더 마스크 (1932년)
- 마담 사탄 (1930년)
- 리틀 시저 (1930년)
- 브로드웨이 베이비스 (1929년)
- 위어리 리버 (1929년)
- 마이 프렌드 프롬 인디아 (1927년)